# Bunte
Bunte (fino al 1972 Bunte Illustrierte) è un settimanale tedesco di attualità e costume. 
Pubblicato a Monaco di Baviera, si è inizialmente ispirato alla rivista americana Life ed ha successivamente virato verso un giornalismo più popolare e a volte sensazionalistico avente per oggetto principale reportage giornalistico-fotografici dal jet-set nazionale e mondiale.